# DSA-430
La DSA-430 es una carretera perteneciente a la Red Primaria de la Diputación Provincial de Salamanca que une la localidad de Villaseco de los Gamitos con la carretera  SA-315 .
Además de esta localidad, también pasa por Villasdardo y Cipérez.

## Origen y destino
La carretera  DSA-430  tiene su origen en Villaseco de los Gamitos en la intersección con la carretera  CL-517  y termina en la intersección con la carretera  SA-315  en El Cubo de Don Sancho formando parte de la Red de carreteras de Salamanca.